# Церковь Воскресения Словущего в Монетчиках
Церковь Воскресения Словущего в Монетчиках — утраченный православный храм, находившийся в Москве, в Хомутове, в Стрелецкой слободе.
Впервые деревянная церковь была упомянута в 1672 году в Стрелецкой слободе. Когда на месте стрельцов поселились рабочие Кадашевского монетного двора, церковь стала указываться — «в Монетчиках». В 1750 году было построено каменное здание. В 1818 году была выстроена новая трапезная с двумя приделами — Тихвинской Богоматери и Андрея Стратилата.
С 1892 года протоиереем и настоятелем храма был Пётр Николаевич Сахаров (1846—1912), который на средства, полученные от И. Д. Сытина, сделал беломраморные иконостасы приделов, а также приобрёл и реставрировал старинные иконы.
Храм был разрушен не ранее 1934 года На его месте стоит типовое школьное здание 1930-х годов, в котором находилась средняя школа № 74. Сохранилась церковная ограда с решёткой.